# 布季基
48°57′21″N 28°12′21″E / 48.95583°N 28.20583°E
布季基（烏克蘭語：Будьки），是烏克蘭的村落，位於該國西南部文尼察州，由赫梅利尼克區負責管轄，面積2.19平方公里，海拔高度315米，2001年人口622，人口密度每平方公里283.63人。